# Radenski Vrh
Radenski Vrh este o localitate din comuna Radenci, Slovenia, cu o populație de 162 de locuitori.